# Кенасса в Севастополе
Севасто́польская кена́сса — культовое сооружение караимов, памятник архитектуры конца XIX — начала XX века в Севастополе.

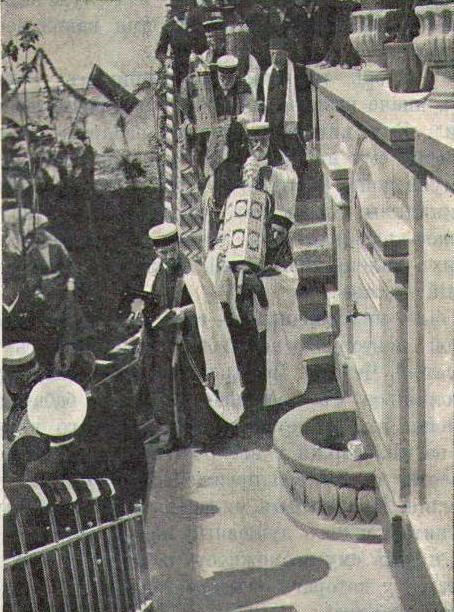
Торжество освящения севастопольской кенассы. 1908 г.

## История создания
Во второй половине XIX в. караимский молитвенный дом размещался в наёмном помещении. В 1884 году караимское общество приобрело место на улице Большой Морской для строительства кенассы. Проект здания утвердили в 1896 году, но из-за отсутствия средств строительство затянулось.
Кенасса была построена городским архитектором Александром Михайловичем Вейзеном из крымбальского камня в 1896—1908 годах на улице Большой Морской. Севастопольская караимская община составляла в 1897 году 446 человек. Церемония освящения была проведена 14 мая 1908 года. Фасад здания был обильно декорирован. Кенасса выполняла культовые функции до начала 1930-х годов.

## Современный этап

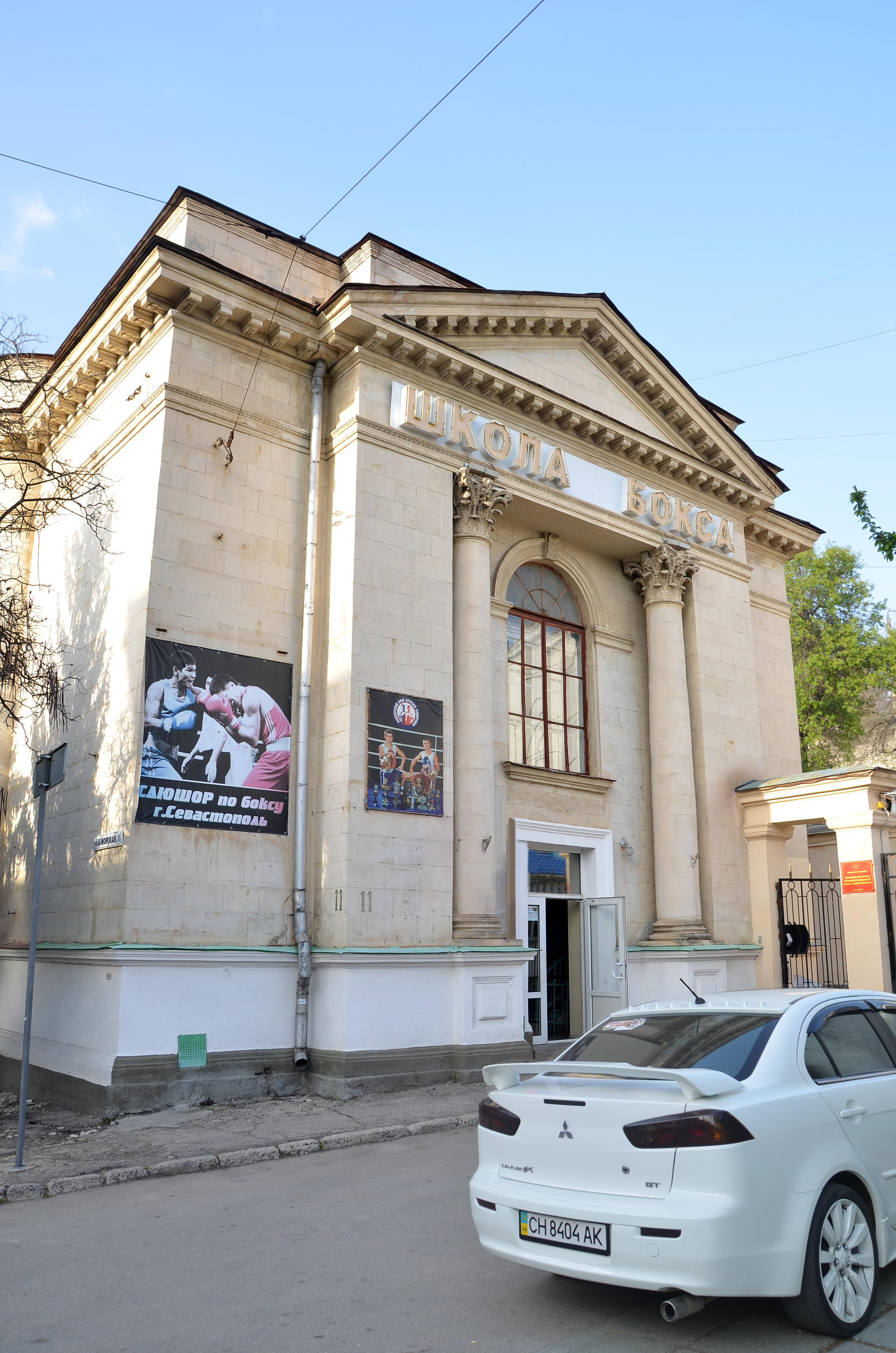
Южный вход

1 мая 1930 года, в отдел коммунального хозяйства исполкома Севастопольского горсовета поступил запрос заведующего Церковным столом следующего содержания: «Вследствие ходатайства Реввоенсовета Морских Сил Черного моря о предоставлении под спортбазу помещения бывшей Караимской кенасы, ОКХ просит сообщить, предполагается ли и когда именно передача помещения Караимской кенасы в наше ведение. Помещение это необходимо главной Севморбазе для работ по физподготовке, имеющей огромное значение для боевой подготовки…».
5 февраля 1931 года Президиум ЦИК Крымской АССР постановил: «…Караимскую кенасу в городе Севастополе ликвидировать ввиду требования трудящихся и отказа религиозного общества от пользования. Здание использовать под клуб караимов, татар и крымчаков».
В феврале 1931 года кенассу закрыли, а затем в ней разместился спортивный зал общества «Спартак». Во время Великой Отечественной войны здание сильно пострадало: были разрушены крыша и торцовый фасад. В 1953 году по проекту архитектора А. В. Бобкова, здание (ул. Большая Морская, д. 11) было восстановлено, а главный вход с северного торца был перенесён на южный, в сторону начальных номеров улицы. В настоящее время здание используется различными организациями и частными предприятиями.

## Служители кенассы
- Товия Симович Леви-Бабович (1879−1956) — газзан в 1911−1931 гг.
- Шемарья Эзрович Эринчек — шаммаш (1917 г.).
- Исаак Вениаминович Бейм — габбай (1917 г.).